# Hannibal: Rojstvo zla (film)
Hannibal: Rojstvo zla, izvirno Hannibal Rising, je filmski triler iz leta 2007. Šlo je za peti film iz serije o Hannibalu Lecterju, po filmih Lovec na ljudi, Ko jagenjčki obmolknejo, Hannibal in Rdeči zmaj. Ustvarjalci so zgodbo filma predelali po istoimenskem romanu Thomasa Harrisa iz leta 2006. Vsebina filma pripoveduje zgodbo o Lecterjevi preobrazbi v neslavnega serijskega morilca iz predhodnih filmov in knjig, tako da gre po vsebinski plati za prvi film iz serije.
Režisersko palico je prevzel Peter Webber, scenarij je prispeval Harris (ki je spisal tudi roman), prizore pa so posnelo v studijih Barrandov Studios v Pragi, Češka. Produkcijo je prevzelo podjetje Dina De Laurentiisa, premiero je film ugledal 9. februarja 2007. Za distribucijo v ameriške kinematografe sta prebzeli podjetji The Weinstein Company in Metro-Goldwyn-Mayer. DVD izdaje filma so na trgovske police prispele 29. maja 2007.

## Vsebina
Leta 1944 mirno življenje aristokratske družine Lecter na litvanskem podeželju prekine vihra druge svetovne vojne. Celotna družina, oče, mati, hči Mischa in sin Hannibal (igra ga Aaran Thomas), se umakne v samotno leseno brunarico sredi gozda. Kmalu mimo prbrzijo ruski tanki, ki se pri brunarici ustavijo, da si natočijo vode. Vmes na nebo priletijo nemške Štuke in zbombardirajo gozdno jaso. Pri tem ubijejo vse ruske vojake ter Hannibalovega očeta in mamo. Edina preživela sta Hannibal in Mischa, ki se do nadaljnjega nastanita v brunarici. Kmalu zatem vanjo vdre vojaška tolpa, ki paradira po celotni državi in si pohlepno grabi vojni plen. Četo sestavljajo poveljnik Grutas (Rhys Ifans), Kolnas (Kevin McKidd), Dortlich (Richard Brak), Milko (Stephen Martin Walters) in Grentz (Ivan Marevich). Ob pomanjkanju hrane sredi hladne baltske zime Grutas odloči, da si bodo postregli z malo Mischo. Slednje opravijo kar pred očmi Hannibala, ki ga prizor povsem pretrese. Osem let kasneje se namreč znajde med gojenci sovjetske sirotišnice in ob nezmožnosti pozabitve spomina na grozodejstvu neko noč iz sirotišnice pobegne. Po dolgotrajnem potovanju in prečkanju številnih meddržavnih meja se naposled znajde v Parizu. Tam poišče svojo edino preživelo sorodnico, ovdovelo teto lady Murasaki (Gong Li).
Potem ko je dotlej v družbi ves čas molčal, ga lady Murasaki umiri in ga počasi pripravi do pogovora. Prav tako ga izuri v izdelovanju ikeban, starodavnih japonskih borilnih veščinah ter ga spreobrne v vero v prednike. Nekega dne lady Murasaki na lokalni tržnici v javnosti užali prostaški mesar. Kmalu Hannibal mesarja obišče med ribolovom in od njega zahteva opravičilo, ker je užalil lady Murasaki. Mesar se ne opraviči, zato Hannibal na plano privleče katano in z njo zareže v mesarjev trebuh, roke, noge in hrbet. Naposled ga še obglavi ter iz njegove borše vzame sveže ujete ribe, ki jih ponudi domaže kuharju kot hrano za večerjo. Kuhar ga tedaj poduči, da so najvrednejši del ribe lica. S tem Hannibalu postreže z njegovim kasnejšim morilskim podpisom. V preiskavo mesarjeve smrti se kmalu spusti lokalna policija, ki jo vodi inšpektor Popil (Dominic West). Za zločin osumi tudi Hannibala in ga povabi na postajo. Tik pred odhodom lady Murasaki odkrije mesarjevo glavo na oltarju, na katerem je običajno častila svoje prednike, in vse ji nemudoma postane jasno.
Zaslišanje na policijski postaji prekine krik z ulice, saj prav pred policijsko postajo odkrijejo na ograjo zapičeno mesarjevo glavo (delo lady Murasaki). Ker Hannibal glave v vmesnem času očitno ni mogel postaviti na ograjo, ga inšpektor izpusti. Hannibal se zatem vpiše na medicinsko šolo, kjer ga zaposlijo kot patologa vajenca, ki pripravlja trupla. Nekega dne po naključju prisostvuje usmrtitvi obsojenega vojnega zločinca, ki ga s strupeno injekcijo prisilijo, da izdavi podrobnosti o svojih zločinih. Med prisostvovanjem in poslušanjem Goldbergovih variacij Glenna Goulda se končno le spomni vojakov, ki so usmrtili njegovo malo sestro, in pride do ugotovitve, da so vojaške identifikacijske tablice vseh vojakov najbrž še vedno v tisti brunarici.
Odpravi se nazaj v Litvo in že takoj po prečkanju sovjetske meje pritegne pozornost Dortlicha, sedaj sovjetskega obmejnega kontrolorja. Hannibal v brunarici zares najde identifikacijske tablice vojakov, odkrije pa tudi sestrine ostanke, ki jih dostojno zagrebe v zemljo. Med pogrebom ga preseneti Dortlich, a ga Hannibal onesposobi ter priveže okoli drevesa. Vrv okoli Dortlichovega vratu napelje na konjsko sedlo in se prične pomikati stran od drevesa, s čimer sistem vrvi deluje kot giljotina. Dortlich mu pred smrtjo izda novo lokacijo Grutasove tolpe. Ko mu ne postreže z dovolj podrobnostmi, ga Hannibal hladnokrvno usmrti. Kasneje sovjetski policisti na prizorišču odkrijejo Dortlichovo glavo z odrezanimi lici, ki jih je Hannibal spojil v broško.
Pot za člani tolpe Hannibala privede v francoski Fontainebleau, kjer sredi Kolnasove gostilne ugotovi, da si je Kolnas v tem času ustvaril družino. Na zapestju Kolnasove hčerke tudi opazi staro Mischino zapestnico, ter ji izroči identifikacijsko tablico s Kolnasovim imenom. Ona jo takoj izroči očetu, ki ga zadeva vidno pretrese in takoj odide opozorit Grutasa. Slednji se odloči v ogenj poslati Milka, ki Hannibala preseneti v laboratoriju na medicinski šoli. Hannibal ga vseeno obvlada in ga vrže v bazen za preparacijo trupel ter tekočino nalije povsem do vrha, s čimer Milka utopi. Slednje opravi le malo pred nepričakovanim obiskom inšpektorja Popila, ki malo poizve o Dortlichovem umoru in poskusi Hannibala odvrniti od pobijanja preostalih članov tolpe ter mu ponudi svobodo v zameno za Grutasa, ki so ga iskali zaradi vojnih zločinov. Po odhodu Popil svojemu pomočniku pove, da je dobil občutek, kot da je pravi Hannibal umrl osem let nazaj skupaj z Mischo, in da je postal »nekaj, za kar ni druge besede, kot pošast.«
Kmalu Hannibal obišče Grutasa na njegovem domu ter ga napade med kopeljo. Na prizorišče prodrejo Grutasovi varnostniki, ki Hannibala ustavijo. Situacijo nato prekine Hannibalova predhodno nastavljena bomba, ki mu omogoči pobeg iz hiše. Svoje zobe zatem pokaže še Grutas, ki ugrabi lady Murasaki. Hannibal se tako spravi na Kolnasa, ki se ukloni in Hannibala napoti k Grutasovi barkači. Hannibal se zato v luči situacije odloči ne ubiti Kolnasa in svojo pištolo postavi na štedilnik, obema enako blizu. Kolnasa pa skušnjava premami, da poseže po pištoli. Hannibal se je na takšno dejanje seveda pripravil in Kolnasu  skozi vrat rutinsko požene tantō.
Hannibal se tako odpravi do Grutasove ladje in ravno uspe odvezati lady Murasaki, ko ga Grutas ustreli v hrbet in se misleč, da ga je onesposobil, spravi zlorabiti lady Murasaki. Hannibalu krogla ni prišla do živega, saj je ravno na sredini hrbta nosil svoj tantō, ki pa se je ob sili krogle prelomil na pol. Preostanek tako vseeno privleče na plano ter Grutasa poreže okoli obeh gležnjev, da se lahko le še plazi. V poslednjem soočenju Grutas izda, da so z Mischinim mesom postregli tudi Hannibalu in da je slednje sprva želel ohraniti kot skrivnost. Hannibala to povsem razbesni in v Grutasov trebuh vreže Mischino začetnico M. Ko nato pove lady Murasaki, da jo ljubi, ona v grozi zapusti ladjo. Hannibal po njenem odhodu Grutasu odgrizne lica. Barkačo nato zajame ogenj, ki jo tudi raznese. Vsi so prepričani, da je v eksploziji umrl tudi Hannibal, a temu ni tako, saj se je še pravi čas rešil. Njegov naslednji cilj je Kanada, kamor se odpravi izsledit Grentza. Zatem se Hannibal ustali v ZDA in po sprejetju na Medicinsko šolo Johnsa Hopkinsa prične živeti na novo.

## Igralska zasedba
- Gaspard Ulliel - Hannibal Lecter
- Gong Li - lady Murasaki
- Dominic West - inšpektor Pascal Popil
- Rhys Ifans - Vladis Grutas
- Helena-Lia Tachovska - Mischa Lecter
- Kevin McKidd - Petras Kolnas
- Richard Brake - Enrikas Dortlich
- Stephen Martin Walters - Zigmas Milko
- Ivan Marevich - Bronys Grentz
- Charles Maquignon - Paul Momund
- Ingeborga Dapkūnaitė - gospa Lecter
- Beata Ben Ammar - gospa Kolnas
- Pavel Bezdek - Dieter
- Aaran Thomas - mladi Hannibal Lecter
- Robbie Kay - Robert Kay, Kolnasov sin

## Razlike med filmsko in knjižno različico
- V romanu Grutasovi možje zavzamejo brunarico, potem ko se predhodno pretvarjajo za delavce Rdečega križa, medtem ko so v filmu svobodnjaška plenilska tolpa, ki delno simpatizira z nemškimi okupatorji.
- V romanu Lecterjev stric ne umre v vojni, saj celo odide v Litvo ter odpelje Hannibala iz sirotišnice v Francijo. Stric nato umre za srčnim napadom, ko se poskusi maščevati mesarju za opolzke besede, ki jih je le-ta namenil lady Murasaki.
- V romanu obstaja podzgodba o Grutasu in Popilu, ki so jo v filmu izpustili. Šlo je za to, da je Grutas s tolpo ukradel nekaj slik, skritih za skrivnimi vrati znotraj gradu Lecterjevih, in si s tem nagrabil premoženje za dostojno življenje po vojni. Inšpektor Popil se tako poveže s Hannibalom in lady Murasaki, da razišče, kdo te slike sedaj poskuša prodati v Franciji.
- V romanu Hannibal mesarja ubije s starodavnim wakizashi mečem iz zbirke orožja lady Murasaki, medtem ko v filmu uporabi katano iz te iste zbirke.
- V literarni različici se Hannibal v Grutasovo hišo prebije tako, da se skrije na Milkov tovornjak. V filmu je v času njegovega vdora v Grutasovo hišo Milko že mrtev.
- V romanu policija Hannibala po eksploziji na ladji aretira, a ga nato izpusti. Razlog za izpust tiči v pritisku javnosti, saj so bile vse žrtve ladijske eksplozije trgovci s prostitucijo in vojni zločinci.
- V filmu so prav tako izpustili tri like: Jakova, Chiyoha in Gassmanna.

## Odziv
Film je pri kritikih naletel na večinoma negativne odzive in se tudi v finančnem smislu ni tako dobro obnesel kot trije predhodni filme iz serije o Hannibalu Lecterju. Na spletni strani Rotten Tomatoes trenutno drži 16% podporo, medtem ko je na strani Metacritic dosegel potrditveno oceno v 35% (»načeloma negativne ocene«).  V svojem premiernem vikendu je v ZDA zasedel drugo mesto s 13,4 mio dolarjev prihodka, kar je znašalo približno tretjino tistega, kar je v dotičnem vikendu zaslužil film Norbit (33,7 mio), ki je izšel isti teden ko Hannibal: Rojstvo zla. V drugem tednu po premieri je padel že na sedmo mesto po finančnem učinku s 5,5 mio prihodka oziroma z 59% padcem v primerjavi s prvim tednom. V tretjem tednu je nato izpadel iz lestvice najdobičkonosnejših deset filmov in z 1,7 mio zasedel 13. mesto (69% padec). Po 91 dneh predvajanja v kinematografih je tako ustvarjalcem prinesel skupaj 27,7 mio dolarjev, kar je manj, kot sta v svojem premiernem vikendu zaslužila tako Hannibal (58,0 mio) kot Rdeči zmaj (36,5 mio).

## DVD izdaja
Ustvarjalci so izid DVD izdaje filma dočakali 29. maja 2007. Že v uvodnem vikendu so prodali 480.861 izvodov, kar jim je naneslo 10.574.133 dolarjev. Film se je glede prodaje DVD izdaje močno izkazal, saj je do avgusta 2009 prinesel 23.242.853 dolarjev. V tej številki prihodki od prodaje blu-ray izdaje in od izposoje DVD-jev nista zajeti. 